# Vervio
Vervio (Vèrv in dialetto valtellinese) è un comune italiano di 202 abitanti della provincia di Sondrio in Lombardia. Il comune si trova tra Tirano e Bormio, lungo il fiume Adda e ai piedi del monte Masuccio (2.816 m s.l.m.). È un piccolo borgo rurale della Valtellina, caratterizzato da un paesaggio alpino di grande fascino.

## Storia
Mentre le origini di Vervio sono generalmente fatte risalire all'anno Mille, è importante notare che l'area era già abitata in epoca preistorica. Le incisioni rupestri, che si trovano nei dintorni di Grosio e Grosotto, confermano la frequentazione della zona in tempi antichissimi. 
Il paese fu alle dipendenze feudali della famiglia di origine tirolese von Matsch o de Mazia, successivamente chiamati Venosta in quanto provenienti dalla valle omonima (val di Mazia) in alta Val Venosta, che si insediarono a Mazzo intorno al XI secolo presidiando la pieve con diverse fortificazioni: i castelli degli Amidei (Omodei) a Sernio, di S. Maria a Lovero, di Nova a Vervio, di Bellaguarda a Tovo, di Pedenale a Mazzo, la torre di Vione, i castelli di San Faustino e Castrum Novum (Castello Nuovo) a Grosio. All'inizio del XII secolo, la famiglia Venosta aveva Incrementato i suoi possedimenti, che si estendevano dalle sorgenti dell'Adda alle rive dell'Inn fino alle pendici atesine, un vasto dominio testimoniato dalla divisione dei beni di Gabardo ai figli Gabardino, Egano e Corrado del 1226, nella quale troviamo anche testimonianza della presenza delle fortificazioni nel testo: in primis turris de Pedenale et turris de Sparso et turris de Nova, que tres turris dant annuatim modios 51 blave annuatim ficti.
In una pergamena datata 1447, custodita nell’archivio del comune di Tovo, viene citato per la prima volta il comune di Vervio: i due territori confinanti, divisi dal fiume Adda, hanno negli anni raggiunto accordi, collaborazioni, ma sono stati anche protagonisti di inevitabili dispute.
In un'epoca in cui il potere ecclesiastico si intrecciava con quello feudale, il vescovo di Como, nel 1453 e con conferme fino al 1475, concesse ai comuni di Tovo e Vervio l'investitura feudale di una vasta gamma di beni: dai pascoli alpini alle rendite ecclesiastiche, dalle risorse ittiche ai proventi dei boschi, in cambio del pagamento della somma di cento ducati d'oro.
All’inizio del XVII secolo il territorio comunale, situato interamente nel versante retico della valle, era costituito dal paese di Vervio e dai villaggi di San Sebastiano, alla Scala e al Fals.
Giovanni Guler (governatore della Valtellina per le Tre Leghe Grigie nel biennio 1587-88), nella sua famosa opera Rhaetia, descrive: «Circa mezz'ora a valle di Grossotto, non lungi dall'Adda, sta il paese di Vervio il quale, con tre villaggi situati sul monte, costituisce pure un comune: essi sono S. Sebastiano, Alla Scala, e al Fals, insieme con altri casolari, sparsi qua e là. Il signor Giacomo Venosta coi figli e coi generi possiede dovunque in questo territorio laute rendite.»
Giacomo Rinaldi, in Breve storia di Rogorbello nota introduttiva dell’archivio parrocchiale, riporta: «Il comune di Vervio, costituitosi verso la prima metà del XIV secolo, era diviso nelle due quadre del Monte (Rogorbello in alcuni documenti “Roverbello e Rovorbello”, nel significato di “rovere bello, località abbellita dalle piante di rovere”) e del Piano. Ogni quadra era costituita da contrade o nuclei abitativi che variano nel tempo e come numero e come nome. Dagli stati d’anime del 1617 risulta che le due quadre erano costituite da 16 contrade, da 124 famiglie, di cui 55 per complessive 270 persone nella quadra del Monte e 69 per complessive 336 persone nella quadra del Piano. Ma in genere le contrade sono per lo più indicate in numero di 14; nel 1671 vi sono “in quadra plani”: Oppido Vervi o Plata, Torchio, Monchiechi, Gagietti, Falsi, Nova e Sassi, mentre “in quadra montis”: Bertoli, Cà Giacomelli, Isepoli, Colda, Boscha, Martinelli e Scalota. Fra le due quadre risulta una intensa contesa per una reciproca autonomia, sia sul piano civile sia sul piano religioso.»
Don Giovanni Tuana, nel suo De rebus Vallistellinae scritto nel XVII secolo ci informa che: «La comunità di Vervio consta di centoventi famiglie, distribuite tra cinque frazioni montane e il paese che si adagia ai piedi della montagna. Tutta la località abbonda di vino, l'agricoltura è discreta, e così pure il castagneto, né i monti sono spogli di erbe e di piante; il piano è esiguo ma coltivatissimo. Ha una chiesa parrocchiale dedicata a S. Ilario, ampia e abbastanza curata in rapporto al luogo; un'altra è visibile tra le frazioni montane che sono a occidente, posta su un pendio coltivato a cereale, vasto e, per quanto la montagna lo consente, ampio e bellissimo da vedere. La zona di Vervio è chiusa da un doppio torrente, il quale scende dalle altissime giogaie che per le chiuse di Schiazzera conducono in quel di Poschiavo: e cioè il Carogna, che scorre a Vione, frazione di Mazzo, e il Saiento, che separa [Vervio] e la parte occidentale di Lovero con molteplici strapiombi di acque.»
Nel contesto del nascente Regno d'Italia, il comune di Vervio, con una popolazione di 545 anime, fu integrato nel III cantone di Tirano. Successivamente, nel 1807, la comunità di Vervio, cresciuta fino a 555 abitanti, si articolava in un mosaico di frazioni: il nucleo principale di Vervio, con la frazione di Nova (200 abitanti), e i borghi di Monciecco e Fassi (115 abitanti), Martinelli (70 abitanti), Roncale (125 abitanti) e Della Bosca (45 abitanti), testimoniando una realtà territoriale vivace e diversificata. Tuttavia, questo assetto fu temporaneo, poiché dal 1809 al 1816 Vervio fu annesso al comune di Mazzo, per poi riacquistare la sua autonomia dopo le decisioni del Congresso di Vienna.
Il territorio di Vervio è un vero e proprio scrigno di antiche contrade: nella mappa del Catasto Lombardo Veneto del 1810 troviamo indicate: Bertoli, Bosca (Della Bosca), Ca Colda (Colda), Ca Giacomelli, Ca Giacomo (Casa Giacomo), Ca Gianin (Cagianino), Ca Torchio (Casa Torchio), Falsi, Martinelli, Moncecco, Nova (Nuova), Rogorbello (Montagna di Vervio), Roncale, Scalotti, Zepoli.
Ercole Bassi, nella sua guida La Valtellina – Guida turistica illustrata stampata nel 1908 riporta: «Dall’altra parte della valle, congiunto con Tovo da una rotabile, si trova Vervio (ab. 1003 – dista da Tirano km 9 – latteria turnaria - società di assicurazione del bestiame – latteria sociale) patria del pittore sordo-muto Felice Carbonera, che fiorì nella seconda metà del XIX secolo.»
Nella notte tra il 2 e il 3 febbraio del 1945, la frazione di Rogorbello fu teatro di un tragico evento, ricordato come "l'eccidio di Vervio". Sei persone, cinque partigiani della Brigata Gufi ed un civile, furono sorprese nel sonno e catturate dai fascisti delle Brigate Nere della legione "Tagliamento" a seguito di un'operazione di rastrellamento.
Così descrive l'accaduto don Felice Cantoni, stimato parroco di Rogorbello all'epoca, nel suo Chronicon della parrocchia di Rogorbello: «Le Bande Nere della Tagliamento distribuite a Mazzo e Tirano pensarono ad un’azione di rastrellamento e salirono a Rogorbello all’alba del 3 febbraio chiedendo di entrare nella casa del partigiano Quadrio Innocente, in contrada Bertoli. Casualmente, il nominato partigiano, dormiva in casa, mentre nella stalla dormivano altri suoi compagni. Fu arrestato con altri 4; dal campanile alcuni militi spararono all’impazzata con azione intimidatoria, altri diedero il fuoco casa per casa a tutta la contrada Bertoli, non permettendo neppure che si mettesse in salvo alcuna cosa. I 5 prigionieri furono frattanto chiusi in sacrestia, con le corde delle campane. Furono così messe del tutto o quasi, sulla strada, 16 famiglie. Terminata la rappresaglia locale, i militi trascinarono a Vervio i 5 prigionieri e li fucilarono, tre dietro la chiesa e due al cimitero.»
Il sesto partigiano, a causa della sua giovane età, fu trasferito a Brescia, condannato a morte e destinato a un campo di sterminio in Germania, ma riuscì a fuggire durante il trasferimento.
A destra della facciata della chiesa di Rogorbello, una lapide commemorativa rende omaggio al Senatore Ezio Vanoni, definendolo “grande convalligiano”. Grazie al suo fondamentale contributo, fu possibile realizzare, a partire dagli anni ’50, una nuova strada che permise di superare le difficoltà di accesso alla contrada, migliorando sensibilmente la vita dei suoi abitanti: questa strada lungo tempo sognata fonte essenziale di benessere e civiltà.
Successivamente, intorno agli anni '70 durante il mandato del sindaco Visini Guido, l'opera fu ulteriormente ampliata, con la prosecuzione della strada fino ai pascoli di Susen, facilitando l'accesso a questo suggestivo angolo di montagna.
Nelle ombre dei monti che separano l'Italia dalla Svizzera, tra i borghi di Vervio e Baruffini, si snoda un racconto fatto di sentieri impervi, rischi e necessità: quello del contrabbando. Un'attività che, lungi dall'essere una semplice trasgressione, ha plasmato il tessuto sociale ed economico della Valtellina per decenni.
Le radici del contrabbando affondano in tempi lontani, ma è nel XX secolo, fino agli anni '60, che il fenomeno raggiunge la sua massima espressione. La Seconda Guerra Mondiale, con la sua scia di privazioni, trasforma il contrabbando da attività illecita a necessità di sopravvivenza. Le ragioni che spingevano gli uomini e le donne di queste terre a sfidare la legge erano molteplici: la povertà, la necessità di integrare i magri guadagni dell'agricoltura, la speranza di un profitto nel mercato nero. Caffè e tabacco, beni di lusso in tempi di ristrettezze, erano tra le merci più ambite, ma durante la guerra anche generi alimentari come riso, farina e burro trovavano la via del contrabbando.
Baruffini e Roncaiola con la loro posizione di confine, erano un crocevia di traffici illeciti. I sentieri di montagna, che si snodano tra Vervio e la Svizzera, erano le vie di transito, percorse alle prime luci dell’alba, con carichi pesanti portati a spalla o con l'aiuto di animali. Il "Sentiero del Contrabbando e alla Memoria", un percorso escursionistico che ripercorre queste antiche vie, offre oggi ai visitatori uno spaccato di questa storia. Il contrabbando non era solo un'attività illegale, ma un fenomeno sociale complesso, con implicazioni economiche e culturali profonde. Fonte di sostentamento per molte famiglie, comportava rischi e pericoli, ma anche solidarietà e legami di comunità. 

## Monumenti e luoghi d'interesse

### Architetture religiose

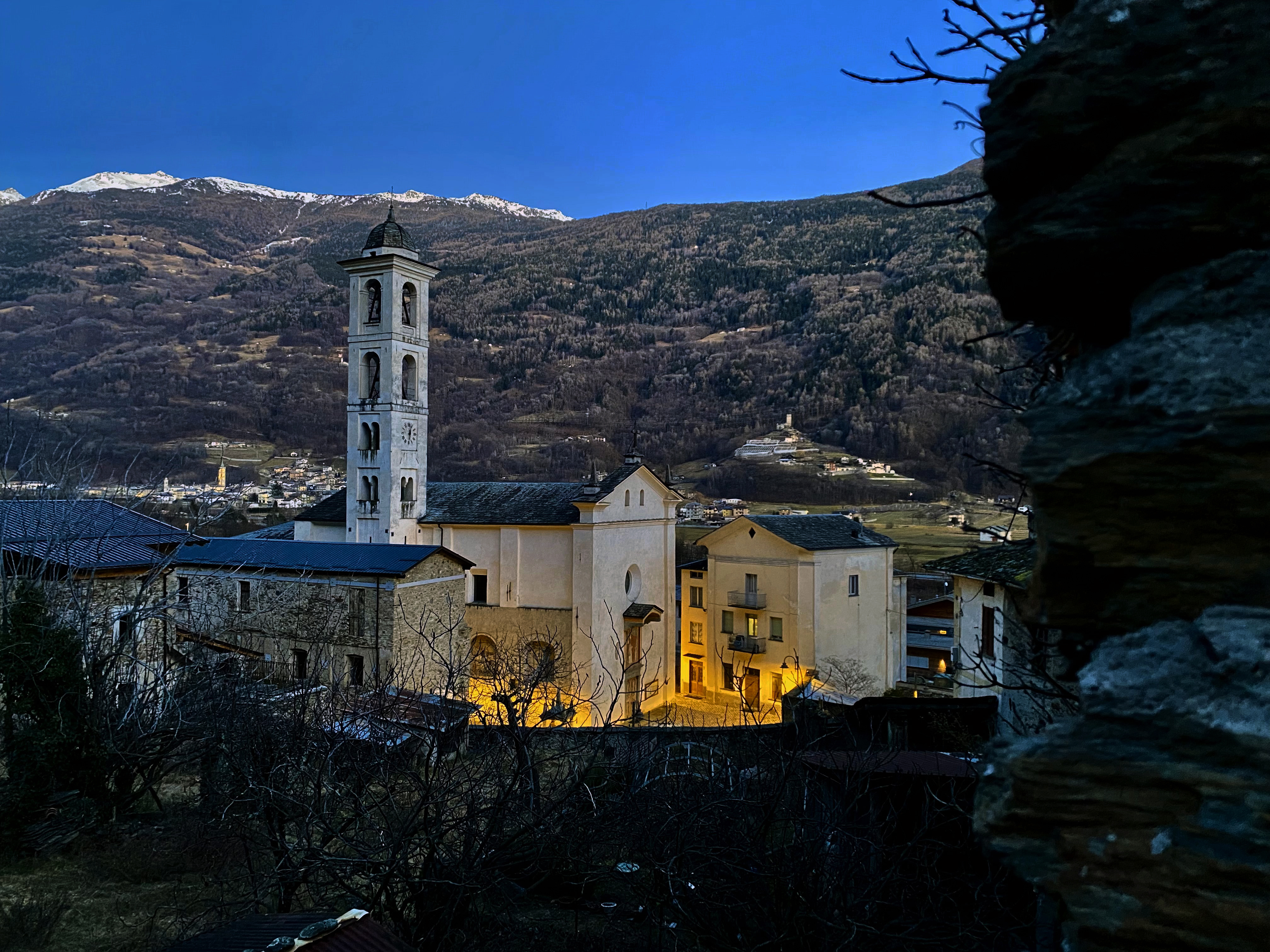
La chiesa di Sant'Ilario

#### La chiesa di Sant'Ilario
La chiesa di Sant'Ilario affonda le sue radici nel Medioevo, con la prima testimonianza scritta risalente al 1257. Inizialmente, era un edificio più modesto, legato alla pieve di Mazzo. Nel corso del Rinascimento, la chiesa subì un ampliamento significativo, con l'aggiunta di cappelle laterali e la sagrestia. Di questo periodo rimangono pregevoli testimonianze artistiche, come l'affresco della Crocifissione di Giovannino da Sondalo e l'ancona lignea di Cipriano Valorsa. Il XVII secolo segnò una svolta cruciale per la chiesa. Nel 1610 Vervio ottenne l'autonomia parrocchiale, dando impulso a una profonda ristrutturazione dell'edificio. I lavori, iniziati nel 1623, modificarono radicalmente l'aspetto della chiesa, con l'innalzamento della navata, la costruzione di una volta a botte e l'aggiunta di nuove strutture. Artisti locali e maestranze ticinesi contribuirono all'arredo e alle decorazioni, lasciando un'impronta duratura. Nei secoli successivi, la chiesa subì ulteriori interventi, tra cui la sopraelevazione del campanile nel 1816. Il Novecento, tuttavia, portò con sé modifiche discutibili, come la chiusura delle finestre e l'aggiunta di decorazioni che oscurarono l'originaria bellezza dell'edificio. Recentemente, un attento restauro ha riportato alla luce gli elementi originali della chiesa, rivelando la sua storia secolare. La rimozione delle superfetazioni e la riapertura delle finestre hanno restituito luminosità e spaziosità all'interno, mentre l'esterno ha ritrovato il suo antico splendore. La chiesa di Sant'Ilario, cuore pulsante della comunità di Vervio, è tornata a essere un prezioso scrigno di arte e storia.

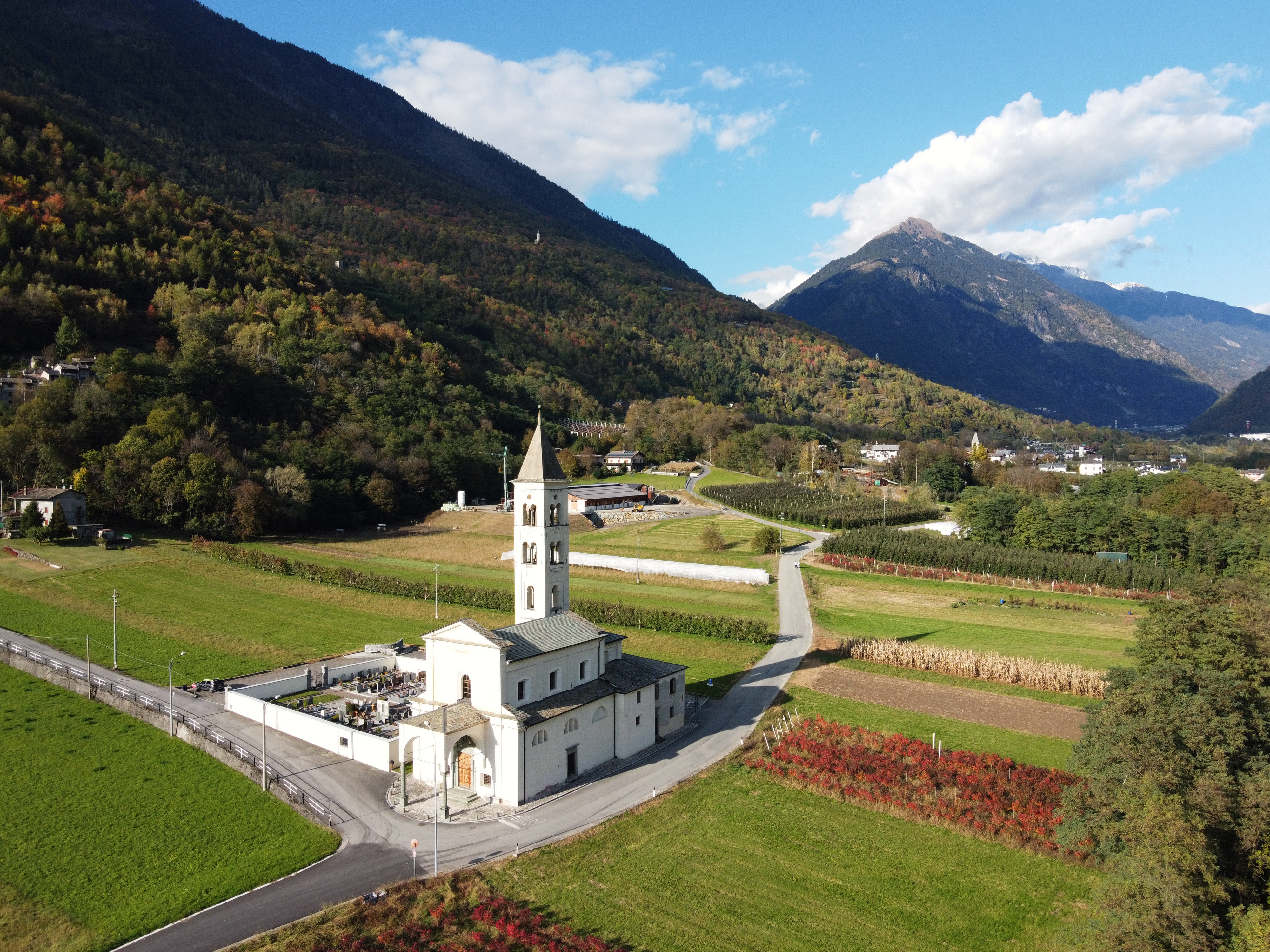
Chiesa di Sant'Antonio da Padova

#### La chiesa di Sant'Antonio da Padova
La chiesa di Sant'Antonio da Padova e della Beata Vergine del Carmelo, edificata nel XVII secolo su un probabile preesistente edificio di culto, si trova in aperta campagna, nei pressi del cimitero di Vervio. Nel 1666 papa Alessandro VII concesse l'indulgenza plenaria ai fedeli che, confessati e comunicati, avrebbero visitato la chiesa nel giorno della festa del santo. L'interno dell'edificio è stato in gran parte spogliato degli arredi, che sono stati trasferiti nella chiesa parrocchiale di Sant'Ilario per preservarli da possibili furti. L'esterno dell'edificio si distingue per la facciata, dove il pronao e il portale principale, realizzati in pietra verde locale con intarsi in marmo bianco, attestano la competenza delle maestranze impiegate nella costruzione. Nella sua semplice struttura, la chiesa conserva un ruolo importante per la comunità locale e rappresenta un esempio di architettura religiosa valtellinese del Seicento.

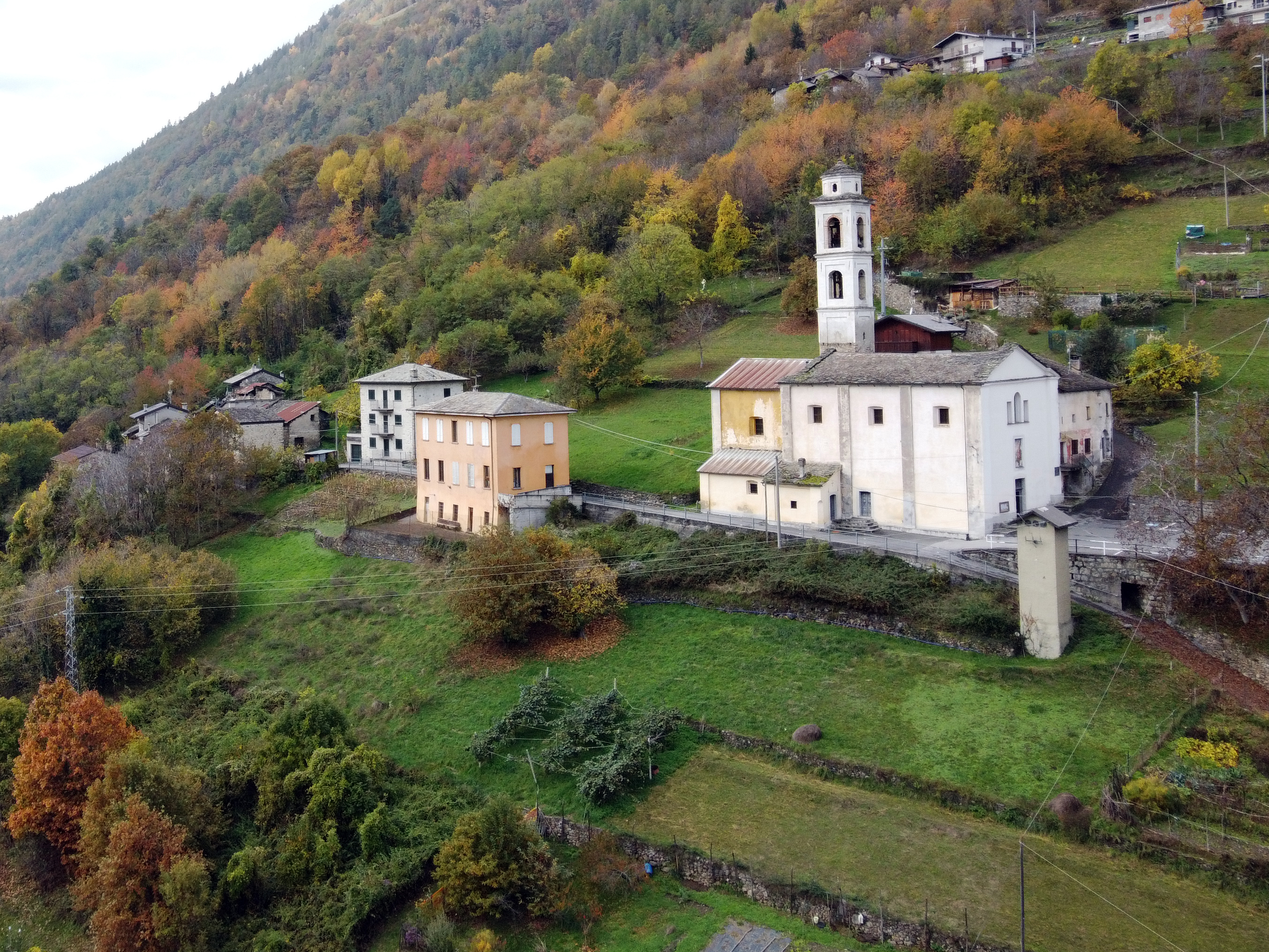
La chiesa dei Santi Fabiano e Sebastiano a Rogorbello

#### La chiesa dei Santi Fabiano e Sebastiano a Rogorbello
Dedicata a diversi santi, in origine Sebastiano e Rocco e successivamente a Fabiano e Sebastiano, la chiesa ha origini che risalgono probabilmente al XIV secolo, ma nel corso dei secoli la struttura ha subito diversi interventi di restauro e ampliamento, in particolare nel XIX e XX secolo. L'edificio presenta elementi architettonici di diverse epoche, riflettendo le trasformazioni subite nel tempo. Della primitiva chiesa, orientata a nord, rimane con ogni probabilità l'abside semicircolare, adibita a cappella per il battistero dove si trovano degli affreschi la cui datazione è ipotizzata tra il XV e il XVI secolo, rimaneggiati nei restauri successivi. Di notevole valore artistico è l'intervento decorativo e pittorico di Luigi Tagliaferri. La facciata della chiesa custodisce un affresco, realizzato tra il 1962 e il 1965, che funge da vera e propria cronaca visiva della contrada. In esso, la classica rappresentazione di San Sebastiano si sovrappone a uno sfondo che riproduce fedelmente la piazza della chiesa, animata dalla presenza di contrabbandieri con le loro bricolle e dalla caratteristica Renault 5 rossa del parroco don Acquistapace, fissando così un ricordo preciso della storia locale.

#### La chiesa dedicata alla Madonna delle Grazie a Susen

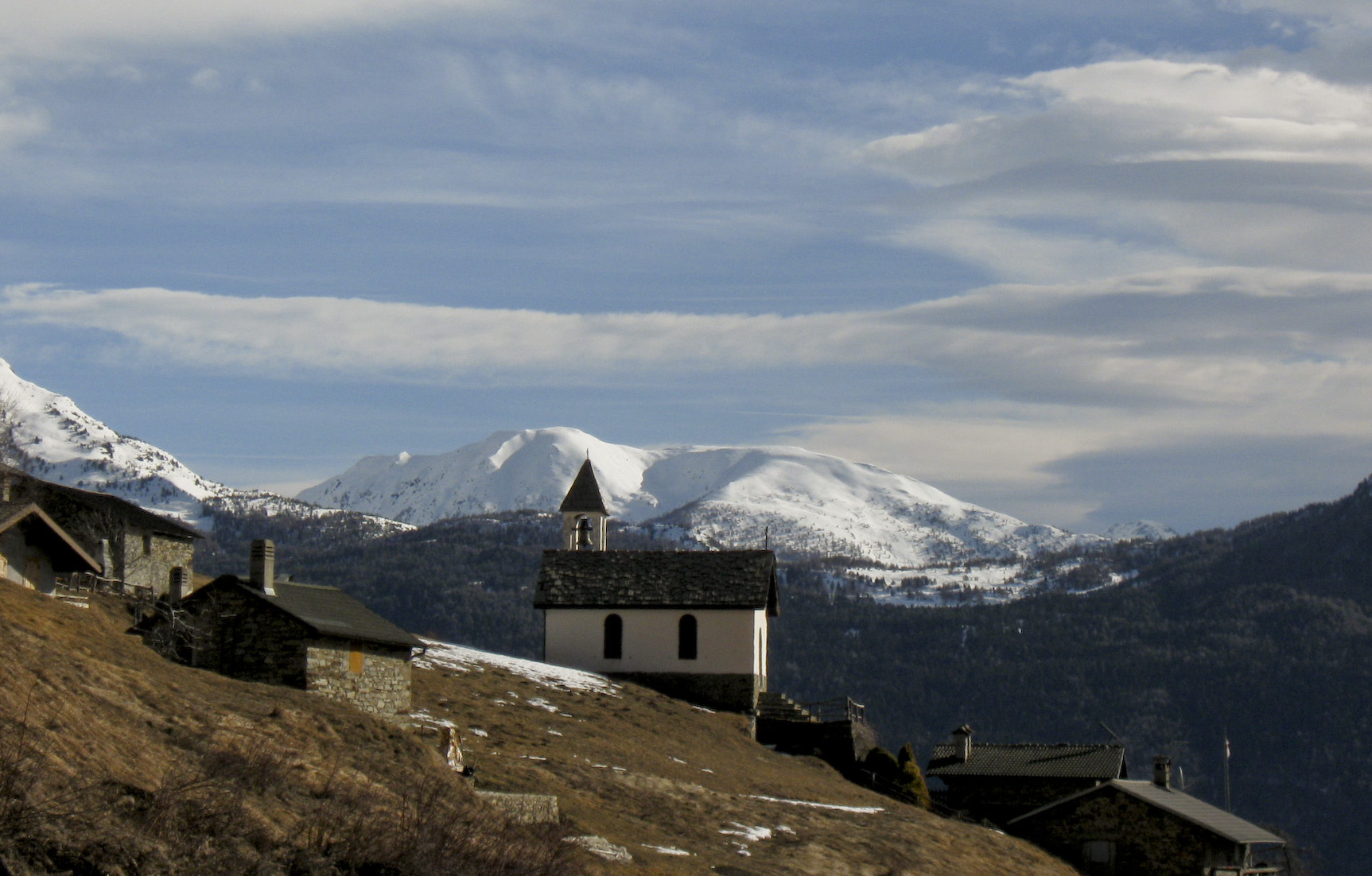
La chiesa di Susen

Immersa nella quiete dei maggenghi di Susen, a 1513 m s.l.m., la bianca chiesetta dedicata alla Madonna delle Grazie si erge come un piccolo gioiello di fede e tradizione. Inaugurata il 1º agosto 1948 grazie all’impegno di don Felice Cantoni, essa è il cuore pulsante della comunità locale, in particolare durante la prima domenica di agosto, quando la "Festa di Susen" anima la località con una gara di corsa dalla frazione Rogorbello, festeggiamenti e devozione. Il panorama che si gode dalla chiesetta di Susen è un'esperienza che coinvolge tutti i sensi, offrendo un'occasione per immergersi nella bellezza della natura e per ritrovare la serenità interiore.

#### La chiesa di San Brizio

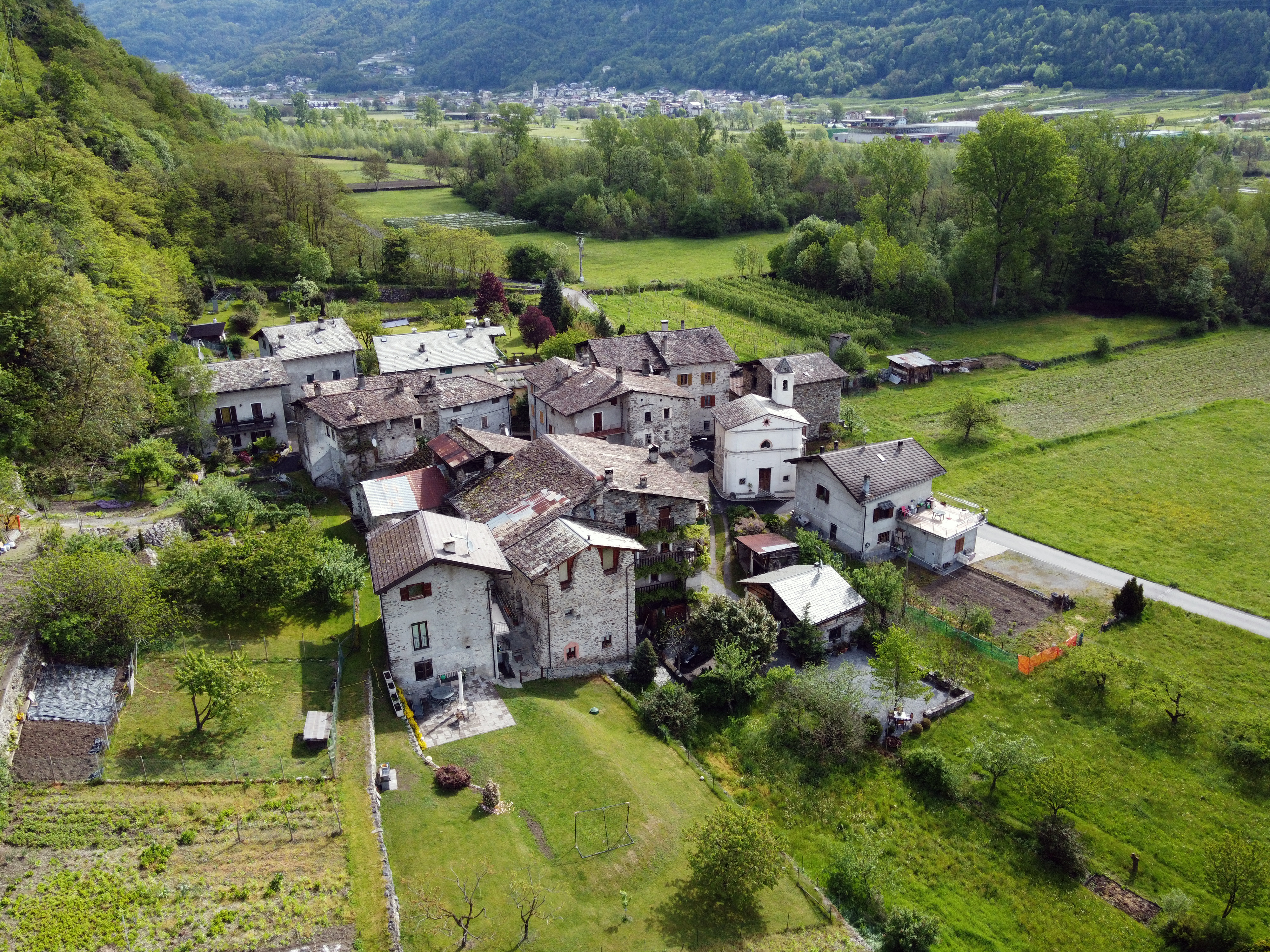
La contrada Nova

Situata nella contrada Nova a Vervio, la chiesa di San Brizio è un edificio di notevole interesse storico ed artistico. Riportata al suo antico splendore grazie ad un recente lavoro di restauro conservativo completato nel 2016, questa chiesetta ha una storia che risale alla fine del Settecento, con un ampliamento significativo nel 1814. L'elemento architettonico più caratteristico della chiesa è senza dubbio la sua facciata, che presenta degli spigoli arrotondati, una rarità nell'edilizia ecclesiastica. Il frontone triangolare della facciata ospita una finestra a occhio, ornata da una stella a otto punte, e una finestra trilobata cuoriforme situata più in basso, dettagli che testimoniano l'attenzione e la cura nella realizzazione dell'edificio. All'interno, la chiesa custodisce una preziosa pala d'altare, opera di Giovan Battista Piccioli datata 1814. Questa raffigura i santi titolari: al centro, in alto, la Madonna con il Bambino, una copia del quadro della Madonna del Buon Consiglio conservato nella chiesa di Genazzano vicino a Roma, sorretta da due angeli. Sotto, sono rappresentati San Brizio vescovo, con il pastorale, e San Giovanni Nepomuceno, protettore dalle alluvioni.

### Architetture civili

#### Il Rifugio Schiazzera

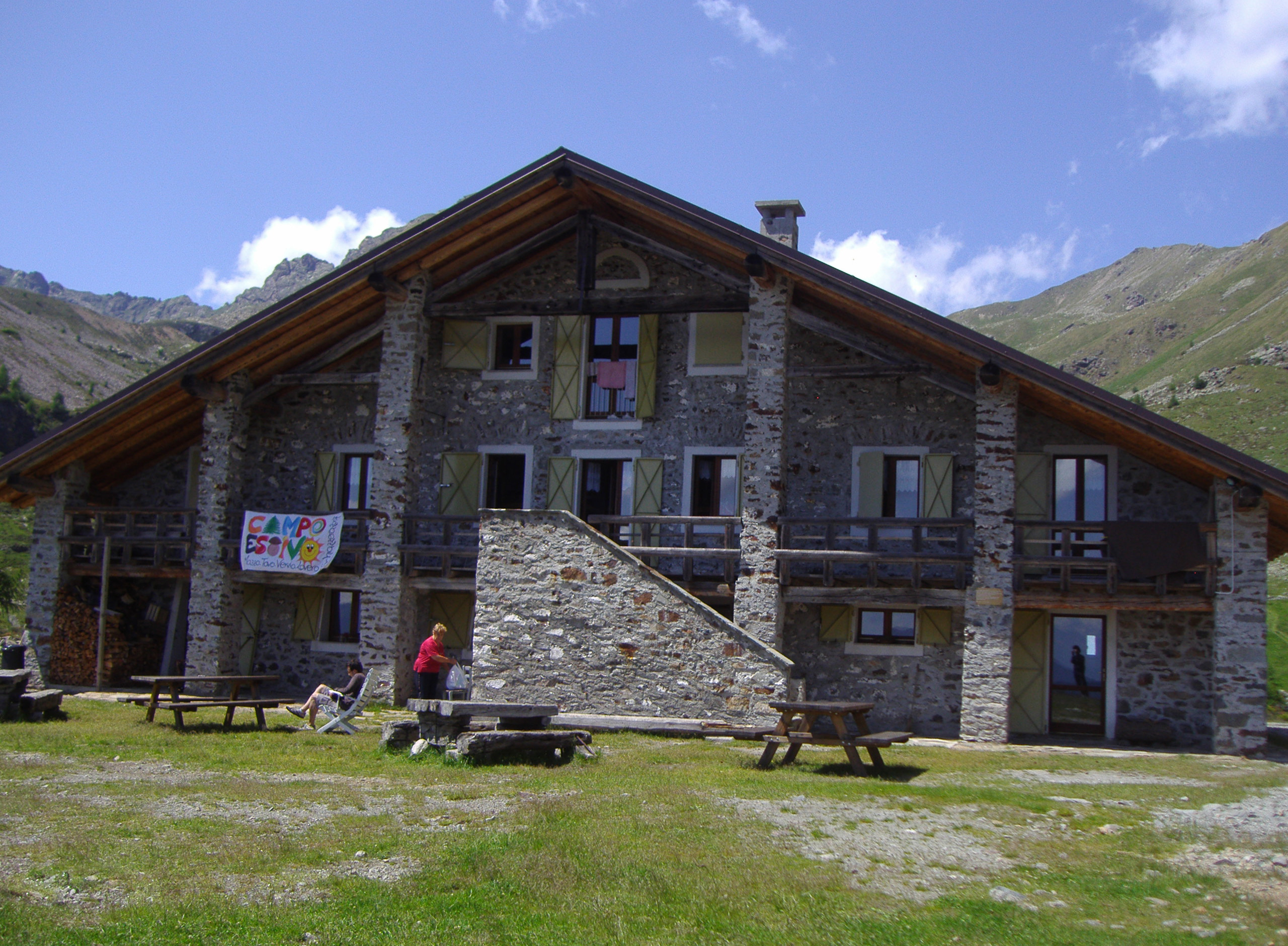
Il Rifugio Schiazzera

Immerso nell'alta Val Saiento, a 2.079 metri di altitudine, il Rifugio Schiazzera si erge come testimonianza di un passato in cui questa zona di confine era teatro di intense attività di contrabbando. Di proprietà del comune di Vervio, il rifugio ha trovato nuova vita nel 1997 grazie a un'accurata ristrutturazione di una preesistente caserma della Guardia di Finanza. Il rifugio è raggiungibile attraverso una stretta strada asfaltata che si snoda tra pittoreschi paesaggi alpini fino a circa 1.950 metri, dove un parcheggio permette di lasciare l’auto per proseguire a piedi. L'alta Val Saiento, offre un agevole passaggio verso la Val Poschiavo, attraverso il Passo Portone / Pass Purtun (2.668 m), e la Valle Piana, una laterale della Val Grosina occidentale. Da qui, molteplici sentieri conducono nuovamente alla Val Poschiavo, creando un crocevia di vie di comunicazione percorse storicamente dagli spalloni. La presenza della caserma della Guardia di Finanza, quindi, non sorprende: essa era parte di una rete di strutture poste a presidio dei territori di confine per contrastare il transito illegale di merci attraverso questi sentieri impervi. Oggi, il Rifugio Schiazzera, gestito da volontari dell'Operazione Mato Grosso, accoglie escursionisti e amanti della montagna da giugno a settembre, offrendo loro un punto di ristoro e di appoggio per meravigliose escursioni verso il Passo Portone, il monte Masuccio e le cime circostanti, immergendoli in un paesaggio alpino di rara bellezza.

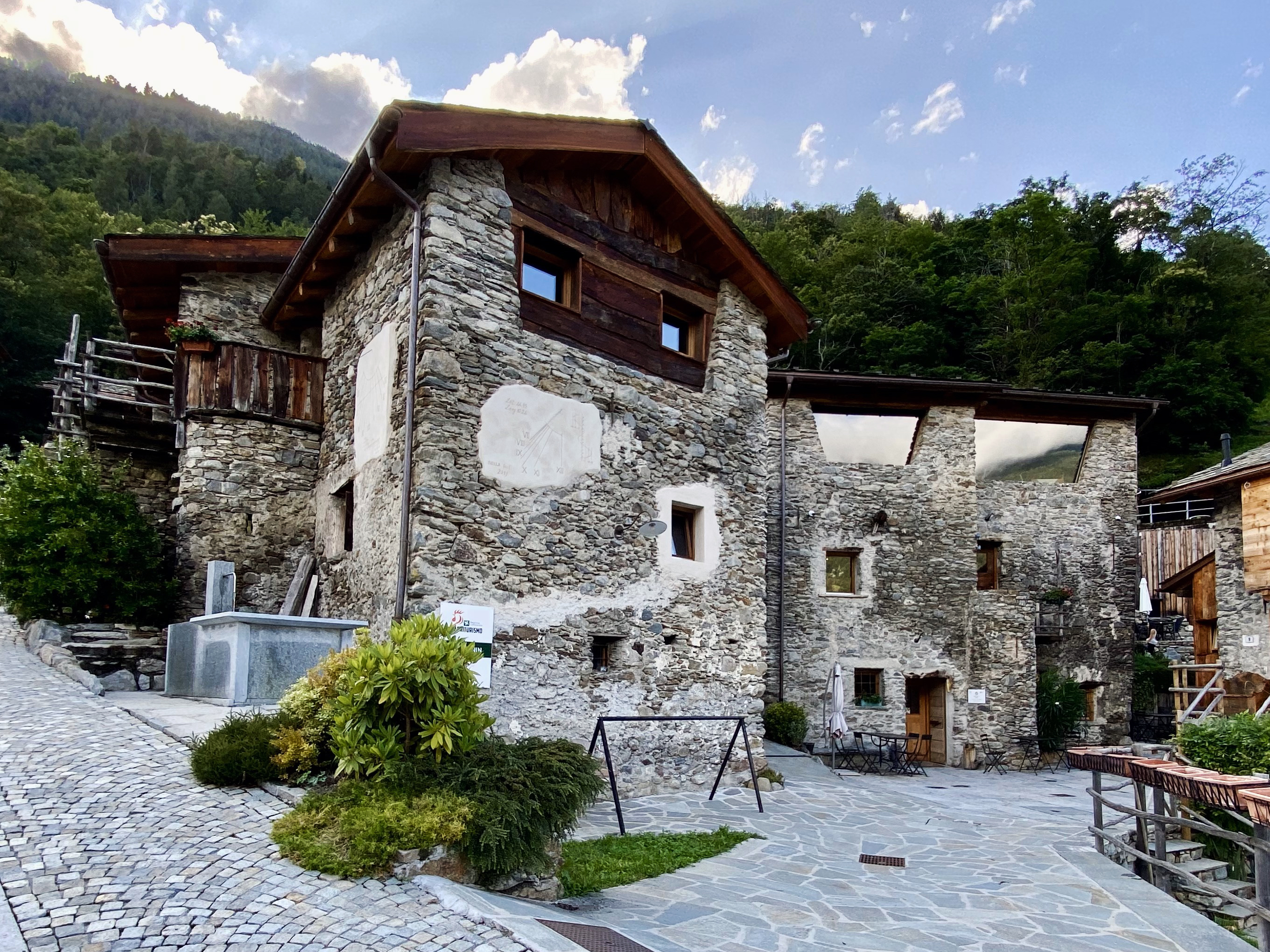
La contrada Ca' Gianin

#### Ca Gianin
La contrada Ca' Gianin rappresenta un esempio virtuoso di recupero del patrimonio storico e culturale, dove un antico nucleo abitativo del '600 è stato riconvertito in un accogliente agriturismo. Il recupero della contrada Ca' Gianin è un esempio di come sia possibile coniugare la conservazione del patrimonio storico con lo sviluppo sostenibile del territorio. Un progetto che ha saputo restituire alla comunità un luogo ricco di storia e di fascino, trasformandolo in un'accogliente struttura ricettiva che valorizza le tradizioni e i prodotti locali. Ca' Gianin racconta la storia di generazioni che hanno vissuto in queste montagne, conservando intatte le caratteristiche originali delle case. I lavori di recupero sono stati eseguiti con grande cura, rispettando i materiali e le tecniche costruttive tradizionali, per non alterare l'autenticità del luogo.

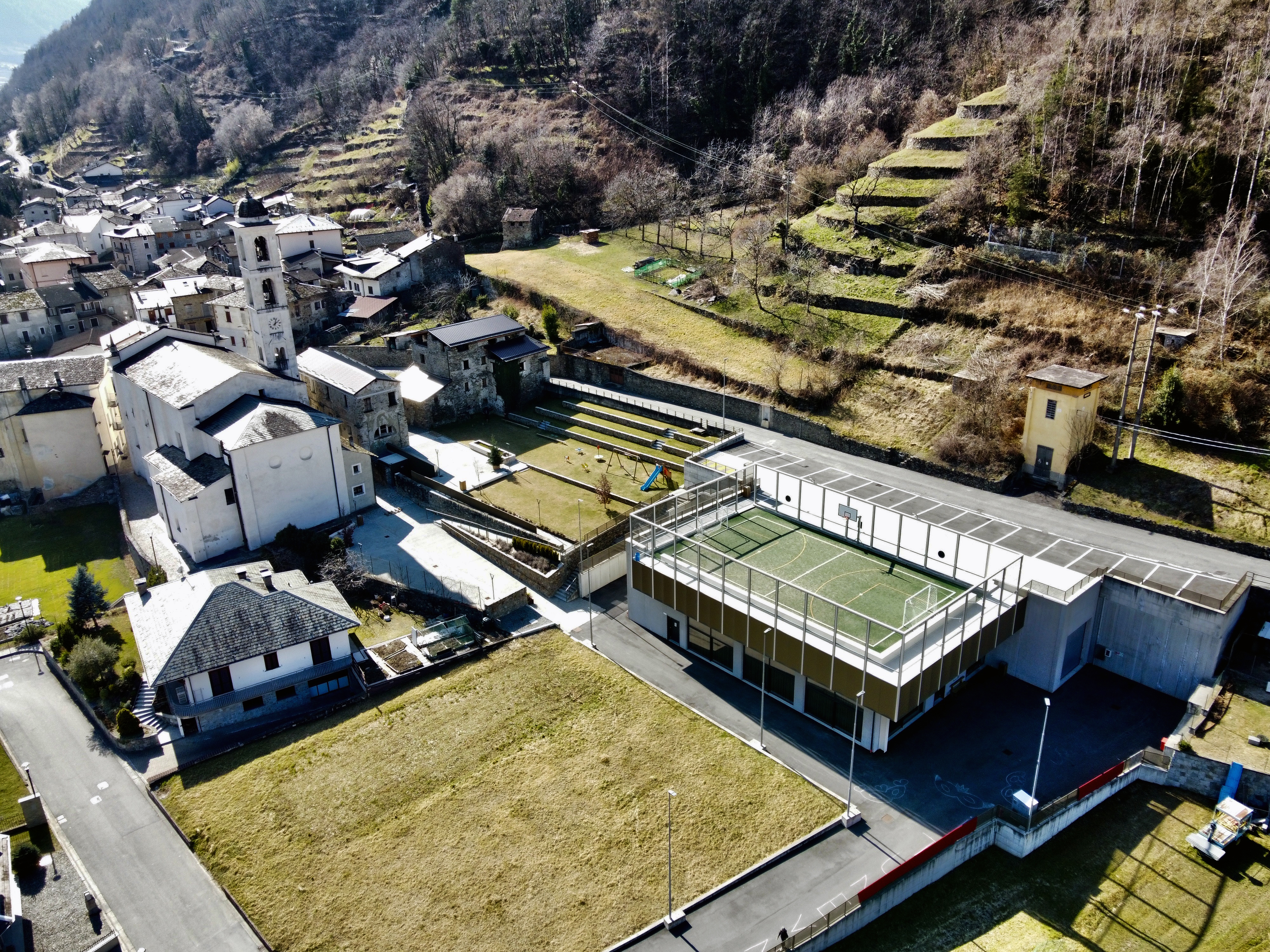
Polifunzionale di Vervio

#### Polifunzionale
Il 9 dicembre 2023 ha aperto le porte la nuova struttura polifunzionale di Vervio, un punto di riferimento per la comunità. Gestita con passione dalla Pro Loco, la struttura si presta ad accogliere eventi di ogni tipo: dalle vivaci feste di compleanno per i più piccoli, ai raffinati banchetti, dalle produttive riunioni ai coinvolgenti corsi di ballo e cucina, senza dimenticare le tradizionali sagre che animano il paese. Il centro offre anche uno spazio ideale per spettacoli musicali, rappresentazioni teatrali e serate di cabaret. L'ampio garage adiacente è riservato ai mezzi del Comune, garantendo un servizio essenziale per la collettività.
Il progetto di riqualificazione dell'area, firmato dallo studio Colombo/Molteni Larchs architettura, ha saputo interpretare con sensibilità il contesto paesaggistico, creando un armonioso dialogo tra l'edificio del polifunzionale e l'ambiente circostante. L'intervento ha ridisegnato gli spazi esterni, trasformandoli in un sistema di piazze a diverse quote, collegate da percorsi pedonali accessibili. I campi da gioco, collocati sulla copertura dell'edificio, creano un suggestivo volume in aggetto, che smorza l'impatto visivo della struttura e regala ombreggiature suggestive. La nuova fontana nel parco dedicato a Madre Caterina Lavizzari, che richiama gli antichi abbeveratoi, si inserisce con naturalezza nel paesaggio, creando un suggestivo richiamo al passato.

#### Casa Carbonera
Poco lontano dalla piazza della chiesa di Sant'Ilario, si erge un edificio storico che, con la sua facciata austera testimone di un tempo in cui l'arte si fondeva con l'architettura, ostenta ancora tracce di finestre dipinte con la tecnica del trompe-l'œil, un'illusione ottica che ingannava lo sguardo e abbelliva le dimore nobiliari. Sopra l'arco del portone d'ingresso in pietra verde, i resti di un blasone nobiliare, scolpiti con maestria, rivelano un passato di prestigio, evocando le gesta di antiche famiglie che hanno forgiato la storia di Vervio. Una targa commemorativa ricorda che tra queste mura nacque Felice Carbonera, maestro sordoparlante e pittore di rara sensibilità, la cui vita e missione si intrecciarono indissolubilmente con quelle del Pio Istituto Sordomuti Poveri di Campagna di Milano, un legame che testimonia la sua straordinaria dedizione e il suo impegno nel superare le barriere del silenzio.

#### Monumento ai Caduti
Nella piazza antistante la chiesa di Sant'Ilario si trova il Monumento ai caduti, dove ogni anno l'ANPI provinciale di Sondrio commemora coloro che sacrificarono la vita per la libertà durante le guerre, tra i quali i partigiani "martiri di Vervio" Benito Garbellini di Sernio, Innocente Quadrio e Remo Vaninetti di Vervio, Aldo Praolini di Bormio, Antonio Scala di Grosotto, uccisi dai militi della Legione Tagliamento il 3 febbraio 1945.

## Società

### Evoluzione demografica
Abitanti censiti

## Cultura
Originario di Vervio, Felice Carbonera (1819-1881) si distinse come educatore visionario, aprendo nuove strade nell'educazione dei sordi in Italia. Oltre al suo impegno nell'educazione, Carbonera era anche un pittore.
Madre Maria Caterina di Gesù Bambino (Luigia Maria Elisabetta Lavizzari) nasce a Vervio il 6 ottobre 1867. Dichiarata venerabile nel 2007, con il processo di beatificazione tuttora in corso, è stata priora della comunità delle Benedettine dell'adorazione perpetua del Santissimo Sacramento del monastero di Seregno (MI). Nell'ottobre 1906 si trasferisce a Ronco di Ghiffa, sul lago Maggiore, dove riposa nella cripta del nonastero della Santa Trinità delle benedettine del Santo Sacramento.
Il 28 novembre 1921, nella località Cà dal Torč, nacque don Giuseppe Quadrio, oggi riconosciuto come venerabile dalla Chiesa cattolica.

## Turismo

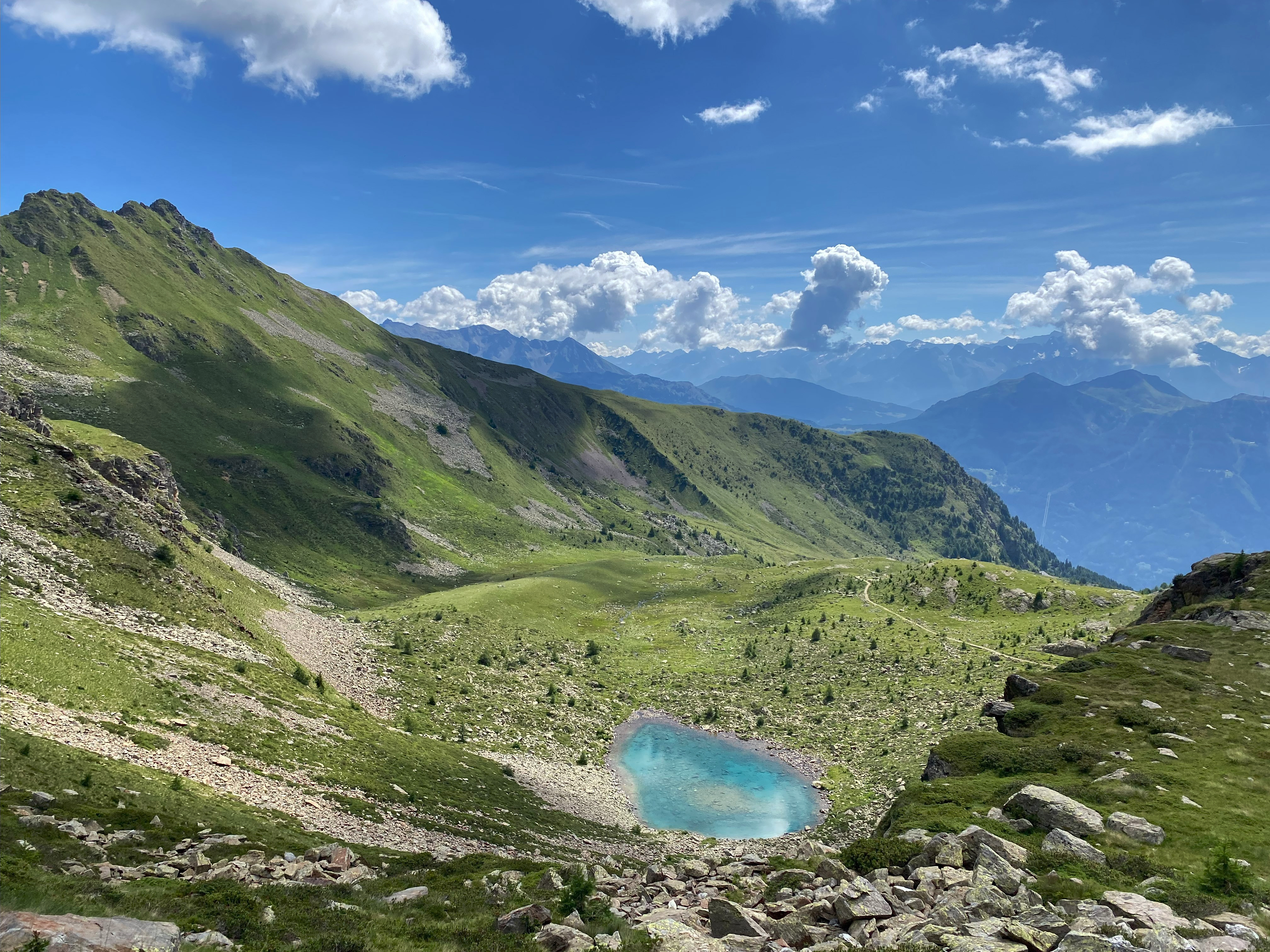
Il Lago di Pian Fusino

Dal centro abitato è possibile salire sino alla contrada di Rogorbello (750 m s.l.m.). Di qui si raggiunge la località Le Piane, dove sorgono alcune baite abitate prevalentemente durante la stagione estiva. Proseguendo, la strada carrabile porta ai maggenghi di Susen, dove sorge la chiesetta dedicata alla Madonna delle Grazie. Proseguendo lungo la strada completamente asfaltata si possono raggiungere la malga e il rifugio di Alpe Schiazzera (2050 m s.l.m.), meta escursionistica frequentata nei mesi estivi. 
Percorrendo i sentieri che si dipartono dall'Alpe Schiazzera è possibile raggiungere la Val Grosina (mediante il sentiero Italia), i laghi di Schiazzera e la Val Poschiavo, in territorio svizzero.

## Amministrazione

### Altre informazioni amministrative
Vervio fa parte della Comunità Montana Valtellina di Tirano che raggruppa complessivamente 12 comuni: Aprica, Bianzone, Grosio, Grosotto, Lovero, Mazzo di Valtellina, Sernio, Teglio, Tirano, Tovo di Sant'Agata, Villa di Tirano